# Crick
Crick – wieś w Anglii, w hrabstwie Northamptonshire, w dystrykcie (unitary authority) West Northamptonshire. Leży 21 km na północny zachód od miasta Northampton i 117 km na północny zachód od Londynu. W 2001 miejscowość liczyła 1460 mieszkańców.